# Bruno Hildebrandt (Schauspieler, 1864)
Bruno Hildebrandt (1864 in Brünn – nach 1910) war ein deutscher Theaterschauspieler und Opernsänger (Tenor).

## Leben
Als er anlässlich des vierzigjährigen Regierungsjubiläums von Kaiser Franz Joseph I. in einem Festkonzert mitwirkte, wurde man auf seine Stimme aufmerksam und Kunstfreunde veranlassten ihn, sich der Bühne zuzuwenden. Er nahm Unterricht bei Josef Gänsbacher (Gesang) und August Stoll (Vortrag) und trat 1896 in Aachen als „Faust“ zum ersten Male auf. Nach einjährigem Wirken kam er nach Halle (Antrittsrolle „Tamino“), sodann nach Hamburg und 1899 nach Zürich, wo er als „Ottavio“ debütierte. Nach zweijährigem Wirken dort wurde der Künstler als Intendanzsekretär fürs Stadttheater in Magdeburg verpflichtet. Er sang jugendliche Helden- und lyrische Tenorpartien. 